# Лаврас-да-Мангабейра
Лаврас-да-Мангабейра (порт. Lavras da Mangabeira) — муниципалитет в Бразилии, входит в штат Сеара. Составная часть мезорегиона Юго-центральная часть штата Сеара. Входит в экономико-статистический микрорегион Лаврас-да-Мангабейра. Население составляет 31 537 человек на 2006 год. Занимает площадь 947,957 км². Плотность населения — 33,3 чел./км².
Праздник города — 20 мая.

## История
Город основан 20 мая 1816 года.

## Статистика
- Валовой внутренний продукт на 2003 составляет 53.009.955,00 реалов (данные: Бразильский институт географии и статистики).
- Валовой внутренний продукт на душу населения на 2003 составляет 1.689,08 реалов (данные: Бразильский институт географии и статистики).
- Индекс развития человеческого потенциала на 2000 составляет 0,636 (данные: Программа развития ООН).

## География
Климат местности полупустынный.